# Leo Nelissen

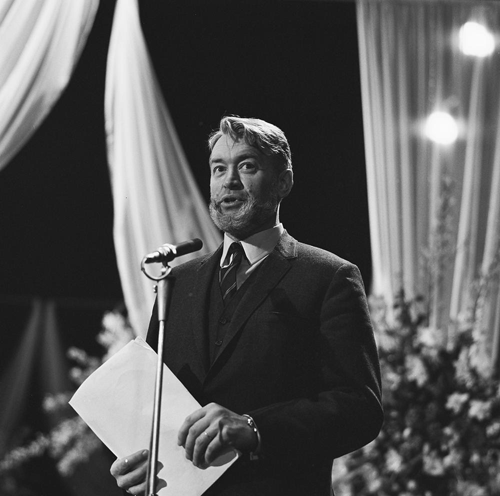
Leo Nelissen tijdens het Nationaal Songfestival in 1967

Leo Nelissen (Utrecht, 20 oktober 1921 – Baarn, 10 januari 2013) was een Nederlandse presentator, programmamaker, redacteur en journalist.
Nelissen werkte vanaf 1942 als colporteur voor RVS-verzekeringen in Amsterdam. Aan het eind van de Tweede Wereldoorlog raakte hij betrokken bij de opzet van een dagelijkse, clandestiene krant. Na de oorlog werkte hij tot 1952 voor de Nieuwe Schiedamsche Courant.
In 1953 werd hij de opvolger van Jan de Cler en trad op als cabaretier met liedjes waarbij hij zichzelf op gitaar begeleidde. Later zou hij liedjes schrijven voor het programma Radioprentenboek. Met Wim Meuldijk, Ernst van Altena en Bab Westerveld maakte hij een cabaretcursus. Verder was hij betrokken bij de opzet van quizzen zoals Ons kent ons en de Weet-quiz. 
In de vijftiger jaren was hij betrokken bij de eerste jongerenprogramma's op de radio. Zo bedacht hij het kinderradioprogramma Wigwam voor de KRO. In 1964 volgde zijn benoeming tot chef amusement radio bij de KRO, daarnaast bleef hij programma's maken. Veel succes had het radiopanel Kopstukken, waarin Nelissen quasiproblemen voorlegde aan een forum met onder anderen Godfried Bomans.
In 1967 was Nelissen de eerste mannelijke presentator van het Eurovisie Songfestival. Een jaar later stapte hij over naar de NOS en werd daar redacteur van de culturele afdeling. Vanaf 1968 was hij regisseur, redacteur en presentator van het radioprogramma Met het oog op morgen. Tevens maakte hij reportages over staatsbezoeken van het koninklijk huis. In 1979 zou zijn kritische houding in de reportage over het bezoek van paus Paulus Johannes II aan Polen leiden tot het einde van zijn omroeploopbaan in 1981.